# Мечум
Мечум (Мешим) — река, бассейн которой расположен на значительной части Северо-Западного региона Камеруна. Приток реки Кацина-Ала. Длина реки — около 144 км. Площадь водосборного бассейна — около 2525 км².

## Местоположение

Карта реки с его притоками

Реки Донга, Кацина-Ала и её приток Мечум текут из Северо-Западного региона Камеруна на северо-запад и впадают в реку Бенуэ в Нигерии.
Мечум осушает высокогорье Оку-Ком, высота которого составляет 2400 м, вокруг озера Оку, падает примерно до 800 м в Мбонкиссу к западу от Фундонга. Высокогорье, образованное вулканической активностью, изрезано крутыми долинами.

## Гидроэлектрический потенциал[стиль]
Водопад Меншум, расположенный примерно в 20 км к югу от Вума и в 30 км к северу от Бафута, впечатляет и является потенциальной достопримечательностью. Однако подъездная дорога очень неровная, а смотровая площадка находится в плохом состоянии.
В справочнике 2003 года говорилось, что в сезон дождей дорога была практически непроходимой.
7 сентября 2009 года Agreenergy и правительство Камеруна подписали Меморандум о взаимопонимании по проекту строительства плотины и ГЭС мощностью 90 МВт на реке. Помимо электричества и рабочих мест, в рамках этого проекта будет выполнено покрытие дороги.
8 декабря 2010 года президент Поль Бийя объявил о планах строительства плотины на водопаде Меншум.
Водопад Меншум имеет политическое значение в продолжающемся англоязычном кризисе. Амбазонские сепаратистские движения планируют построить плотину у водопада Меншум после обретения независимости, чтобы не только самообеспечить свою новую страну электроэнергией, но и экспортировать её в Камерун и Нигерию[страница не указана 1610 дней].[стиль]

## Экологические проблемы
Богатые вулканические почвы в высокогорье привлекли фермеров и пастбищ, и в результате расчистка земель сделала этот район уязвимым для эрозии почвы.
Долина Меншум низменна и раньше была покрыта экваториальными лесами.
В основном они были вырублены ради получения древесины, оставив открытые пастбища, которые используются для выпаса скота и подвержены эрозии на склонах.
В долине предпринимаются попытки восстановить лес.